# Wohnsiedlung Sydefädeli
Die Wohnsiedlung Sydefädeli, von Schweizerdeutsch für Seidenfädchen, ist eine kommunale Wohnsiedlung der Stadt Zürich in Wipkingen, die Teil der Überbauung Sydefädeli ist.

## Geschichte
Die Grundstück der Überbauung Sydefädeli gehörten zur Parkanlage eine Wohnhauses aus dem 17. Jahrhundert, dem sogenannten Nagerhaus, das an der Hönggerstrasse 127 steht. Die Überbauung des Areals erfolgte Anfangs der 1980er-Jahre. Neben der Wohnsiedlung sind auf dem Areal eine Alterssiedlung und ein Alterswohnheim untergebracht.

## Architektur
Die Siedlung liegt zwischen der Hönggerstrasse und der Strasse Im Sydefädeli. Die sieben Mehrfamilienhäuser mit Flachdach sind in Zeilen senkrecht zum Hang angeordnet. Eine bei den untersten Häusern längs zum Hang angeordnete Tiefgarage übernimmt die Hangsicherung. In der Siedlung sind 66 Wohnungen verschiedener Grösse untergebracht. Knapp die Hälfte sind 4 ½-Zimmer-Wohnungen mit einer Fläche um die 100 m².